# Loredana Dordi
Loredana Dordi (* 8. Juli 1943 in Bozen) ist eine italienische Dokumentarfilmerin.

## Leben
Dordi interessierte sich zunächst für Fotografie; 1968 schloss sie das Centro Sperimentale di Cinematografia im Fach Regie ab. Im gleichen Jahr noch war sie als Regieassistentin tätig, ging dann jedoch zur RAI, wo sie dokumentarische und kulturelle Sendungen betreute. In ihrer Verantwortung entstanden Formate wie „TV7“ und „Delta“. Nach einem auch im Kino gezeigten Spielfilm aus dem Jahr 1985, Fratelli, konzentrierte sie sich, wieder für das Fernsehen, auf Dokudramen und filmische Untersuchungen sozialer und gesellschaftlicher Themen.